# Leonardo Leo

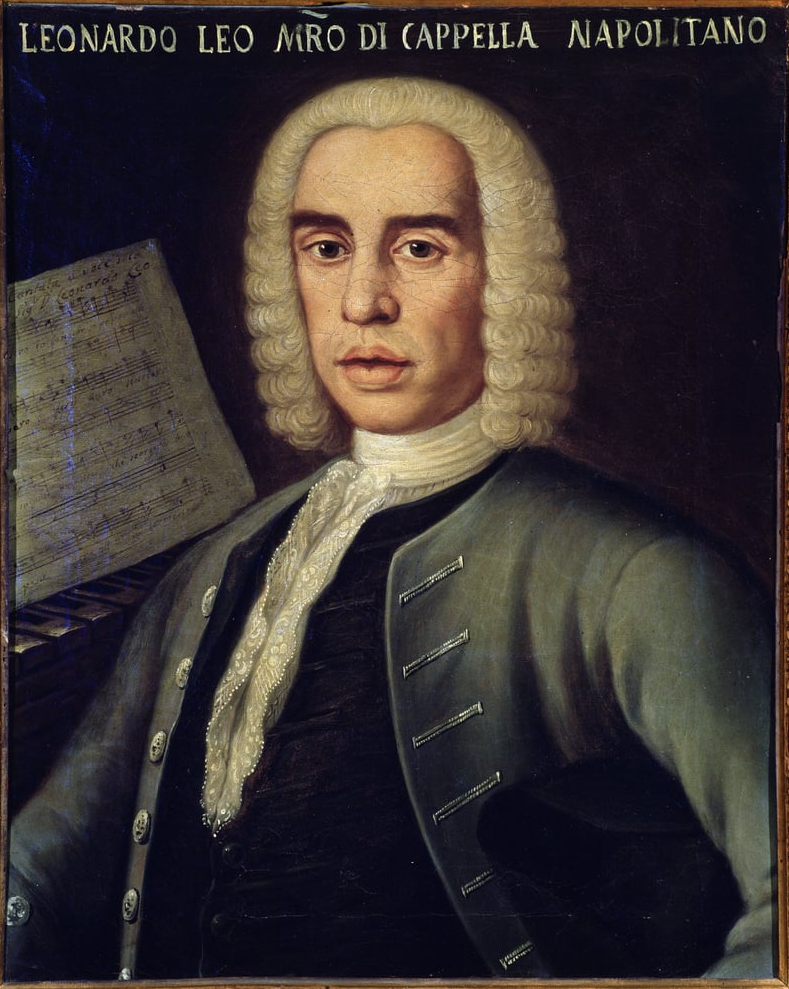
Leonardo Leo

Leonardo Ortensio Salvatore de Leo (* 5. August 1694 (nach Piccinni 1701) in San Vito degli Schiavoni, dem heutigen San Vito dei Normanni; † 31. Oktober 1744 in Neapel) war ein italienischer Komponist des Barocks.

## Leben
Leonardo Leo lernte am Conservatorio della pietà de’ Turchini in Neapel sowie bei Giuseppe Ottavio Pitoni in Rom und lebte dann von 1717 bis zu seinem Tod im Jahr 1744 (nicht 1742 oder 1743, wie Burney und Piccinni angeben) als Kirchenkapellmeister und Direktor des Konservatoriums Sant’Onofrio in seiner Vaterstadt.
Als einer der vorzüglichsten Meister der Neapolitanischen Schule war Leo in allen Gattungen der Komposition ausgezeichnet und gleich groß im Leidenschaftlichen und Erhabenen wie im Naiven, Zarten und Scherzhaften. Den exzellenten Ruf teilte er sich mit seinem Zeitgenossen Francesco Durante. Die Anhängerschaft der beiden teilte sich seinerzeit in zwei rivalisierende Lager auf, den „Leisti“ und den „Durantisti“. Leo schuf mehr als 500 Werke, neben den zahlreichen Opern viele kirchliche Werke wie Messen, Psalmen und Kantaten, Serenaden und Instrumentalwerke. Der größte Teil seines Schaffens wird in der Bibliothek des Conservatorio di San Pietro a Majella in Neapel, in der Bibliothek des Vatikans und in der British Library in London aufbewahrt. Besondere Bedeutung haben Leos sechs Cellokonzerte.
Auch als Lehrer wirkte Leo mit Erfolg. Zu seinen Schülern gehörten unter anderem Giovanni Battista Pergolesi, Niccolò Jommelli, Ignazio Fiorillo, Pasquale Cafaro, Emanuele Barbella, Gennaro D’Alessandro und Niccolò Piccinni.

## Werke
Die folgende Liste basiert auf den Angaben bei Grove Music Online und Corago.

### Opern
- Pisistrato, dramma per musica; Libretto: Domenico Lalli; 13. Mai 1714, Neapel, Teatro San Bartolomeo[2]
- Sofonisba, dramma per musica; Libretto: Francesco Silvani; 22. Januar 1718, Neapel, Teatro di Palazzo Reale; Karneval 1718 im Teatro San Bartolomeo[3]
- Caio Gracco, dramma per musica; Libretto: Silvio Stampiglia; 19. April 1720, Neapel, Teatro di Palazzo Reale; überarbeitet am 18. November 1720 im Teatro San Bartolomeo[4]
- Baiazete, imperador de’ Turchi, dramma tragico; Libretto: Bernardo Saddumene und Agostino Piovene; 28. August 1722, Neapel, Teatro di Palazzo Reale[5]
- Timocrate, dramma per musica; Libretto: Domenico Lalli; 26. Dezember 1722, Venedig, Teatro Sant’Angelo[6]
- La mpeca scoperta, commedia per musica; Libretto: Francesco Oliva; 11. November 1723, Neapel, Teatro dei Fiorentini[7]
- L’ammore fedele, favola sarvateca; Libretto: Francesco Oliva; 18. April 1724, Neapel, Teatro dei Fiorentini[8]
- Lo pazzo apposta, commeddia per musica; Libretto: Francesco Oliva; 26. August 1724, Neapel, Teatro dei Fiorentini[9]
- Zenobia in Palmira, dramma per musica; Libretto: Apostolo Zeno und Pietro Pariati; 13. Mai 1725, Neapel, Teatro San Bartolomeo[10]
- L’Orismene, ovvero Dalli sdegni l’amore, dramma per musica; Libretto: Carlo De Palma; Karneval 1726, Neapel, Teatro Nuovo[11]
- Il trionfo di Camilla regina de’ Volsci, dramma per musica; Libretto: Silvio Stampiglia; 8. Januar 1726, Rom, Teatro Capranica[12]
- Donna Violante, commedia per musica; Libretto: Francesco Antonio Tullio; Herbst 1726, Neapel, Teatro dei Fiorentini[13]
- La semmeglianza de chi l’ha fatta, commedia per musica; Herbst 1726, Neapel, Teatro dei Fiorentini[14]
- Il Cid, dramma per musica; Libretto: Jacopo Alborghetti; 10. Februar 1727, Rom, Teatro Capranica[15]
- Lo matremmoneio annascuso, commedia per musica; Libretto: Saverio De Maltrano; Frühling 1727, Neapel, Teatro dei Fiorentini[16]
- Argeno, dramma per musica; Libretto: Domenico Lalli; 17. Januar 1728, Venedig, Teatro San Giovanni Grisostomo; 1731 in Neapel, 1734 in Valencia[17]
- La pastorella commattuta, chelleta ridicola pe museca; Libretto: Tommaso Mariani; Herbst 1728, Neapel, Teatro Nuovo[18]
- Catone in Utica, tragedia per musica; Libretto: Pietro Metastasio; 26. Dezember 1728, Venedig, Teatro San Giovanni Grisostomo[19]
- La schiava per amore, commedia per musica; Libretto: Tommaso Mariani; Herbst 1729, Neapel, Teatro Nuovo[20]
- Semiramide, dramma per musica; Libretto: Francesco Silvani; 2. (?) Februar 1730, Neapel, Teatro San Bartolomeo[21]
- La Rosmene, commedia per musica; Libretto: Bernardo Saddumene; Sommer 1730, Neapel, Teatro Nuovo[22]
- Evergete, dramma per musica; Libretto:  Domenico Lalli und Francesco Silvani; 22. Januar 1731, Rom, Teatro delle Dame[23]
- La vecchia trammera, commedia per musica (zusammen mit Antonio Orefice); Libretto: Francesco Antonio Tullio; 1732, Neapel, Teatro Nuovo[24]
- La mbroglia scoperta, commeddia per mmuseca; Libretto: Francesco Oliva; Karneval 1732, Neapel, Teatro dei Fiorentini[25]
- Il Demetrio (erste Fassung), dramma per musica; Libretto: Pietro Metastasio; 1. Oktober 1732, Neapel, Teatro San Bartolomeo[26]
- Amore mette sinno, commeddia pe mmuseca; Libretto: Bernardo Saddumene; Frühling 1733, Neapel, Teatro Nuovo[27]
- La Rosilla, tragicommedia (zusammen mit Antonio Orefice); Libretto: Francesco Antonio Tullio und Antonio Oliva; Herbst 1733, Neapel, Teatro Nuovo[28]
- Nitocri, regina d’Egitto, dramma per musica; Libretto: Pietro Pariati; 4. November 1733, Neapel, Teatro San Bartolomeo[29]
- Il Medo, dramma per musica (zusammen mit Leonardo Vinci); Libretto: Carlo Innocenzo Frugoni; 1734, Palermo[30]
- Il castello d’Atlante, dramma per musica; Libretto: Tommaso Mariani; 4. Juli 1734, Neapel, Teatro San Bartolomeo[31]
- Demofoonte (zusammen mit Domenico Sarro und Francesco Mancini); Libretto: Pietro Metastasio; 20. Januar 1735, Neapel, Teatro San Bartolomeo; 1741 erneut in Neapel[32]
- La clemenza di Tito, dramma per musica; Libretto: Pietro Metastasio; 29. Januar 1735, Venedig, Teatro San Giovanni Grisostomo; 1736 in Florenz, 1747 in Modena[33]
- Emira, dramma per musica; 12. Juli 1735, Neapel, Teatro San Bartolomeo; 1738 in Lissabon, 1747 in Graz, 1749 in Salzburg[34]
- Il Demetrio (zweite Fassung), dramma per musica; Libretto: Pietro Metastasio; 10. Dezember 1735, Castello di Torremaggiore; auch 1738[35]
- Lucio Papirio, dramma per musica; Libretto: Antonio Salvi; 19. Dezember 1735, Neapel, Teatro San Bartolomeo[36]
- Onore vince amore, melodramma; Herbst 1736, Neapel, Teatro dei Fiorentini[37]
- Farnace, dramma per musica; Libretto: Domenico Lalli (?); 19. Dezember 1736, Neapel, Teatro San Bartolomeo[38]
- L’amico traditore, dramma per musica; Karneval 1737, Neapel, Teatro dei Fiorentini[39]
- Siface, dramma per musica (anderer Titel: Viriate); Libretto: Pietro Metastasio; 11. Mai 1737, Bologna, Teatro Malvezzi; im selben Jahr auch in Lissabon, 1738 in Malta, 1739 in Lissabon, 1740 in Pistoia, Lucca und Catania, 1745 in Parma[40]
- La simpatia del sangue, melodramma; Libretto: Pietro Trinchera; Herbst 1737, Neapel, Teatro Nuovo[41]
- L’olimpiade, dramma per musica; Libretto: Pietro Metastasio; 26. Dezember 1737, Neapel, Teatro San Carlo; Wiederaufnahme 1743[42]
- Sesostri, re d’Egitto, dramma per musica; Libretto: Pietro Pariati; 1738, Lissabon, sala della Accademia nella piazza della Trinità[43]
- Il conte, commedia per musica; Libretto: Gennaro Antonio Federico; Frühling 1738, Neapel, Teatro dei Fiorentini[44]
- Ciro riconosciuto, dramma per musica; Libretto: Pietro Metastasio; Karneval 1739, Turin, Teatro Regio; 1742 und 1750 in Neapel[45]
- Amor vuol sofferenza, commedia per musica (andere Titel: La finta frascatana, La frascatana oder Il cioè); Libretto: Gennaro Antonio Federico; Herbst 1739, Neapel, Teatro Nuovo; 1742 in Florenz, 1744 in Neapel, 1745 in Palermo, 1748 in Bologna, Venedig, Padua und London, 1750 in Neapel[46]
- L’impresario delle Isole Canarie, intermezzi comici musicali; Libretto: Pietro Metastasio; 1739, Madrid, Real Sitio de Prado; 26. Dezember 1741, Venedig, Teatro Sant’Angelo; 1747 in Wien, 1748 in Potsdam, 1749 in Venedig und Parma[47]
- Achille in Sciro, dramma per musica; Libretto: Pietro Metastasio; Karneval 1740, Turin, Teatro Regio[48]
- Scipione nelle Spagne, dramma per musica; Libretto: Apostolo Zeno; Karneval 1740, Mailand, Teatro Regio Ducale[49]
- L’Alidoro, commedia per musica; Libretto: Gennaro Antonio Federico; Sommer 1740, Neapel, Teatro dei Fiorentini[50]
- L’Alessandro, commedia per musica; Libretto: Gennaro Antonio Federico; Herbst 1741, Neapel, Teatro dei Fiorentini[51]
- Il Demetrio (dritte Fassung), dramma per musica; Libretto: Pietro Metastasio; 19. Dezember 1741, Neapel, Teatro San Carlo; im selben Jahr auch in Rom[52]
- L’ambizione delusa, commedia pastorale; Libretto: Domenico Canicà; 27. Mai 1742, Neapel, Teatro Nuovo[53]
- L’Andromaca, dramma per musica; Libretto: Antonio Salvi; 4. November 1742, Neapel, Teatro San Carlo[54]
- Il fantastico, commedia per musica; Libretto: Gennaro Antonio Federico nach Miguel de Cervantes; Karneval 1743, Neapel, Teatro Nuovo; 1748 bearbeitet von Pietro Comes als Il nuovo Don Chisciotte im Teatro dei Fiorentino in Neapel[55][56]
- Giramondo, commedia per musica; Libretto: Antonio Palomba; 25. August 1743, Florenz, Teatro del Cocomero; 1746 in Mailand, 1748 in Turin, um 1750 in Innsbruck, 1754 als I viaggiatori in Paris, 1755 in Pesaro und Lugo[57]
- Vologeso, re de’ Parti, dramma per musica; Libretto: Apostolo Zeno; 26. Dezember 1743, Turin, Teatro Regio[58]
- La fedeltà odiata, commedia per musica; Libretto: Antonio Palomba; Frühling 1744, Neapel, Teatro dei Fiorentini[59]
- Il giramondo, intermezzi; Libretto: Antonio Palomba; um den 28. Dezember 1748, Venedig, Teatro San Cassiano; auch 1762 in Vicenza[60]
- La caduta di Germanico, dramma per musica; möglicherweise nicht aufgeführt

Musik in Pasticcio-Opern, Opern anderer Komponisten und Bearbeitungen
- L’Eumene, dramma per musica (zusammen mit Francesco Gasparini und anderen; Prolog, Arien und komische Szenen von Leo); Libretto: Apostolo Zeno; 6. Mai 1714, Reggio nell’Emilia, Teatro del Pubblico; 1715 in Neapel, 1719 in Mailand[61]
- Arien für Sesostri, re d’Egitto von Francesco Gasparini; Aufführung in Neapel 1717
- Arien für Rinaldo von Georg Friedrich Händel; Aufführung in Neapel 1718
- Arianna e Teseo, dramma per musica (Pasticcio); Libretto: Pietro Pariati; 26. November 1721, Neapel, Teatro San Bartolomeo; 1728 in Turin, 1729 in Rom[62]
- Turno Aricino, dramma per musica (Pasticcio; zusammen mit Leonardo Vinci, Rezitative im zweiten und dritten Akt von Leo); Libretto: Silvio Stampiglia; 3. Dezember 1724, Neapel, Teatro San Bartolomeo[63]
- Le fente zingare, commedia (Überarbeitung einer Oper von Antonio Orefice von 1717 mit neuen Arien); Libretto: Francesco Antonio Tullio; Winter 1724, Teatro dei Fiorentini
- Eumene (Pasticcio mit Musik von Francesco Rinaldi, Giovanni Antonio Giay und Giovanni Battista Pescetti); Libretto: Apostolo Zeno; [giugno?] 1730, Wien, Kärntnertortheater[64]
- Catone, dramma (Pasticcio, zusammengestellt von Georg Friedrich Händel); Libretto: Pietro Metastasio; 4. November 1732, London, King’s Theatre am Haymarket[65]
- Il Demetrio, dramma per musica (Komponist: Francesco Araja, möglicherweise Mitwirkung von Leo); Libretto: Pietro Metastasio; Mai 1734, Vicenza, Teatro delle Grazie[66]
- Arien für Temistocle von Giovanni Alberto Ristori; Neapel 1738
- Arien für Siroe, re di Persia von Davide Perez; Neapel 1740
- Alessandro in Persia, dramma per musica (Pasticcio); Libretto: Francesco Vanneschi; 31. Oktober 1741, London, King’s Theatre am Haymarket[67]
- Arien für Issipile von Johann Adolph Hasse; Aufführung in Neapel 1742
- Andromeda; 1750

Autorschaft zweifelhaft
- Venturina e Sciarappa, intermezzo; Libretto: Bernardo Saddumene; 1722
- Lo Simmele, commedia (zusammen mit Antonio Orefice); Libretto: Bernardo Saddumene; 15. Oktober 1724, Neapel, Teatro Nuovo
- Lisetta e Riccardo, intermezzo; 28. August 1731, Neapel, Teatro San Bartolomeo[68]
- Carlo in Alemagna; Januar 1740, Mailand, Teatro Regio Ducale
- Tiridate; 19. Dezember 1740, Neapel, Teatro San Carlo

### Andere weltliche Vokalmusik
- Il gran giorno d’Arcadia, Serenata; 1716, Neapel, Palazzo Reale
- Diana amante, serenata; 4. Dezember 1717, Neapel, Palazzo Reale[69]
- Le nozze in danza, Serenata; 1718, Neapel, Palast des Fürsten von San Nicandro
- Serenata, beauftragt von Nicola Grimaldi zum Lob seines Admirals und seiner Offiziere; Januar 1719, Neapel, Palast Grimaldi
- Onore e Virtù, Prolog zu Baiazete, imperator dei Turchi; 1722, Neapel, Teatro San Bartolomeo
- Componimento per musica; Libretto: Silvio Stampiglia; 28. August 1722, Neapel, Teatro di Palazzo Reale[70]
- Chi crederebbe mai, componimento drammatico pastorale zum Geburtstag der Kaiserin Elisabeth; 19. November 1733, Rom, Palast des Botschafters[71]
- Prologo; Libretto: Luigi Maria Stampiglia; 20. Januar 1738, Neapel, Teatro San Carlo[72]
- Le nozze di Amore e Psiche, festa teatrale zur Hochzeit von Karl III. mit Maria Amalia von Sachsen; Libretto: Giovanni Baldanza; 23. Juni 1738, Neapel, Teatro San Carlo[73]
- Festa teatrale zur Hochzeit von Prinz Philipp; 1739, Madrid
- Decebalo, festa teatrale zur Geburt der Prinzessin Maria Elisabeth (?); 1743
- Serenata del felice parto della regina di Napoli (zusammen mit Gennaro Manna und Nicola Logroscino); 1743, nicht aufgeführt
- Serenata a cinque voci in celebrazione del sponsalizio …; 1744, Madrid, casa di Stefano Reggio e Gravina Branchiforti e Gravina[74]
- La contesa dell’Amore e della Virtù, Prolog; August 1774
- Peloro
- Le nozze di Jole ed Ercole
- Flavio e Domizia, componimento pastorale
- Zahlreiche Kammerkantaten, Arien und Duette

### Oratorien
- Santa Chiara, o L’infedeltà abbattuta; Karneval 1712, Neapel, Conservatorio della Pietà dei Turchini; am 16. Februar 1712 im Königspalast
- Il trionfo della castità di Sant’Alessio; Libretto: C. de Petris; 4. Januar 1713, Neapel, Santa Maria della Pietà dei Turchini
- Dalla morte alla vita di Santa Maria Maddalena; 22. Juli 1722, Atrani bei Amalfi
- Oratorio per la Santissmia Vergine del Rosario; 1. Oktober 1730, Neapel, Kreuzgang von Santa Caterina a Formiello
- Sant’Elena; Libretto: Pietro Metastasio; Modena 1733; vielleicht bereits 1732 in Neapel, 1734 in Bologna; 1762 (?) als Il trionfo della croce in Turin[75][76]
- La morte d’Abelle figura di quella del nostro Redentore, azione sacra; Libretto: Pietro Metastasio; 1738, Bologna; vielleicht bereits 1732 in Neapel, 1750 in Modena[77]
- San Francesco di Paola nel deserto; 1738, Lecce, Santa Maria degli Angeli
- Il verbo eterno e la religione; Libretto: C. F. Taviani; 1741, Florenz
- Saul et Gionata (zweifelhaft); um 1774
- Chöre für die geistliche Tragödie Sofronia; in Tragedie cristiane, ii von A. Marchese; Neapel 1729

### Andere geistliche Vokalwerke
Messen
- sechs Neapolitanische Messen (Kyrie – Gloria)
  - vier Messen für zwei Soprane, Alt, Tenor, Bass und Instrumente
  - eine Messe für Sopran, Alt, Tenor, Bass und Instrumente
  - eine Messe für Sopran, Alt, Tenor, Bass a cappella
- diverse Messsätze
  - fünf Credo für Stimmen und Instrumente
  - drei Credo – Sanctus – Agnus Dei für Stimmen und Instrumente
- Introitus
  - Introit pel Dì delle Ceneri für Sopran, Alt, Tenor, Bass, Basso continuo und Orgel; 1744
  - weitere für die Karwoche
- Graduale
  - Laudate Dominum für Sopran, Alt, Tenor, Bass und Instrumente
  - Benedicta et Venerabilis es, Virgo Maria für zwei Stimmen, Chor und Instrumente
  - Laudate pueri (Halleluia-Vers) für Doppelchor
  - weitere für die Karwoche
- Offertorien und Communios für die Karwoche
- Magnificat-Vertonungen
  - Magnificat für Sopran, Alt, Tenor, Bass und Instrumente
  - Magnificat für zwei Soprane, Alt, Tenor, Bass und InstrumenteTeD, SATB, insts
- ungefähr 22 Antiphonen, darunter
  - Alleluja für vier Stimmen
  - vier Christus factus est für Sopran und Instrumente
  - sieben Dixit Dominus für vier bis zehn Stimmen und Instrumente
- zwei Gloria für zwei Stimmen und Instrumente
- Haec regina virginum für Sopran und Orchester
- vier Miserere für vier bis acht Stimmen und Instrumente/Orgel
- Miserere für Doppelchor und Orgel; 1739
- Salve regina für Sopran und Instrumente
- Vesperpsalmen, darunter Confitebor tibi, Domine (Psalm CX) für fünf Stimmen
- fünf Lektionen und ein Responsorium für die Karwoche
- Litanei für vier Stimmen, Violine und Basso continuo
- ungefähr zehn Motetten, darunter
  - zwei Heu nos miseros
  - Praebe virgo für Sopran und Orgel
  - eine Motette für Doppelchor
- zwei Hymnen Pange lingua für Doppelchor
- A solis für drei Stimmen und Basso continuo
- Cantata per il miracolo di S Gennaro für fünf Stimmen
- fünf Fugen, darunter Tu es sacerdos für Sopran, Alt, Tenor, Bass, Basso continuo und Orgel

### Instrumentalwerke (Auswahl)
- eine Ouvertüre in 6 ouverture a più stromenti composte da vari autori, op. 5 (Paris um 1759)
- Sinfonia a 6 für zwei Violinen, zwei Oboen, zwei Hörner und Cembalo in 1er recueil de sinfonies de différens auteurs italiens (Paris um 1760)
- Sinfonia concertata für Violine und Violoncello
- sechs Konzerte für Violoncello, Streichorchester und Basso continuo; 1737–1738 (darunter eine als Sinfonia concertata)
- Konzert D-Dur für vier Violinen und Basso continuo
- ein Duett für zwei Flöten/Violinen/Fagotte in Scielta di 6 duetti … composte da vari autori (Paris ohne Datum)
- Trios für Flöte, Violine und Fagott/Violoncello in 6 Trios (London um 1795)
- vierzehn Toccaten für Cembalo
- Aria con variazioni für Cembalo

### Lehrwerke (Auswahl)
- Solfeggi, Partimenti
- Esercizi sulle mutazioni
- Fugen für vier, sechs und acht Stimmen
- Istituzioni o regole del contrappunto; 1739
- Istituzioni del contrappunto; 1792
- Lezioni di canto fermo